# Per Edfeldt
Per Olof Edfeldt, Pekka, född 1 november 1914 i Ystad, död 16 juli 1988, var en svensk kortdistanslöpare och femkampare. 
Edfeldt vann SM på 400 m och även i femkamp år 1939, och tävlade för Ystads IF, Malmö AI och SoIK Hellas.